# El tren de l'infern
El tren de l'infern (títol original: Runaway Train) és una pel·lícula estatunidenca dirigida per Andrei Mikhalkov-Kontxalovski, estrenada el 1985 i doblada al català

## Argument
Manny, un presoner multireincident, i Buck, un jove calavera, s'evadeixen d'una presó d'alta seguretat perduda d'Alaska. Després d'una marxa esgotadora, arriben a una estació ferroviària i pugen a un tren el conductor del qual mor, fulminat per una crisi cardíaca, poc després d'haver posat en marxa les màquines. Els frens es deixen anar, la velocitat del comboi augmenta progressivament i irremeiablement; el punt central de canvi d'agulles és abandonat i prova per tots els mitjans d'aturar la carrera boja del tren. Els dos fugitius estan condemnats a una mort horrorosa però no ho saben encara.

## Repartiment
- Jon Voight: Oscar 'Manny' Manheim
- Eric Roberts: Buck
- Rebecca De Mornay: Sara
- Kyle T. Heffner: Frank Barstow
- John P. Ryan: Warden Ranken
- Danny Trejo: un boxejador
- T.K. Carter: Dave Prince
- Kenneth McMillan: Eddie MacDonald
- Stacey Pickren: Ruby
- Walter Wyatt: Conlan
- Edward Bunker: Jonah
- Hank Worden: Un vell
- Tommy 'Tiny' Lister: el guàrda afroamericà

## Rebuda
El tren de l'infern  va aconseguir el 86% de crítiques positives al lloc Rotten Tomatoes.

## Premis i nominacions

### Premis
- 1986. Globus d'Or al millor actor dramàtic per Jon Voight

### Nominacions
- 1986. Palma d'Or
- 1986. Oscar al millor actor per Jon Voight
- 1986. Oscar al millor actor secundari per Eric Roberts
- 1986. Oscar al millor muntatge per Henry Richardson
- 1986. Globus d'Or a la millor pel·lícula dramàtica
- 1986. Globus d'Or al millor actor secundari per Eric Roberts

## Al voltant de la pel·lícula
- La música de l'escena final és El Glòria, composta per Antonio Vivaldi.
- Considerat com la pel·lícula amb més fucks en els seus diàlegs en la història del cinema.
- Inspirat per la pel·lícula, Kirk Brandon, de Spear Of Destiny , va escriure la cançó Never Take Me Alive, el 1987.
- Preparant-se per al paper de Manny, Jon Voight va passar temps amb els presoners a la Presó d'Estat de San Quentin. Va mantenir el contacte amb alguns d'ells durant anys.[3]
- El tren de l'infern  és dedicat a la memòria del pilot d'helicòpter Rick Holley. Aquest es va matar efectuant localitzacions sobre una glacera pel llargmetratge. El realitzador Andrei Kontxalovski, impactat per la mort brutal d'Holley, estava a punt de parar el rodatge de la pel·lícula.[4]
- La pel·lícula es clou amb una cita de  Ricard III , de William Shakespeare: No beast so fierce but knows some touch of pity. But I know none, and therefore am no beast. (Fins i tot la bèstia més ferotge coneix la pietat. Però jo no la conec, i no sóc doncs un animal. ).